# Hugenoci

Miasta z populacją hugenocką w królestwie francuskim w 1685

Hugenoci (fr. huguenots wym. w IPA yɡ(ə)no) – nazwa francuskich ewangelików reformowanych (potocznie nazywanych kalwinistami) w XVI i XVII wieku. Pochodzi ona od nazwiska przywódcy powstania w Genewie, Besançon Hugues'a.

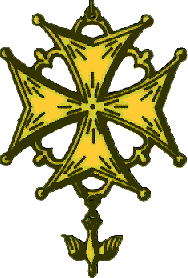
Krzyż hugenocki

## Charakterystyka
Hugenoci pojawili się w latach 40. XVI wieku, gdy doktryna religijna Jana Kalwina przyciągnęła szereg warstw społecznych, przede wszystkim mieszczaństwo, część szlachty oraz możniejsze rody, jak Burbonów i Chatillonów. Pierwszy synod narodowy miał miejsce w 1559 – ogłoszono na nim zbiór zasad wiary (Confessio Gallicana) i utworzono jednolitą organizację kościelną. W połowie XVI wieku na terenie Francji istniało 2 tysiące gmin hugenockich, zrzeszające około 400 tysięcy wyznawców. W przeddzień rzezi, Hugenoci stanowili 10% obywateli Francji. Po kilku latach, w 1562 uzyskano swobodę religijną, ale ruch spotkał się z oporem dworu (zwłaszcza Katarzyny Medycejskiej), który dostrzegał w kalwinizmie zagrożenie dla władzy centralnej. Dwór został wsparty przez grupę feudałów katolickich (Liga Katolicka).
W 1562 wybuchła wojna religijna, trwająca z przerwami 30 lat (do 1592). W jej czasie miały miejsce rzezie hugenotów, w tym największa rzeź w Paryżu – Noc św. Bartłomieja (z 23 na 24 sierpnia 1572 r.). W 1573 miało miejsce oblężenie La Rochelle.
Przywódca hugenotów Henryk, król Nawarry, gdy został królem Francji, wydał edykt nantejski (1598), który hugenotom przyznawał wolność wyznania. Zwalczali ich jednak kolejni władcy:
- Ludwik XIII i reprezentujący go kardynał Richelieu (kolejne oblężenie La Rochelle w latach 1627–1628).

Ludwik XIV w 1685 odwołał edykt nantejski, wydając edykt z Fontainebleau.
Spowodowało to likwidację protestantyzmu, zarówno jako organizacji kościelnej, jak i siły politycznej; rozwiązywanie zborów, banicje pastorów, przymusowe nawracanie na wiarę katolicką, wreszcie dragonady – wywołały w 1702 r. powstanie kamizardów. Hugenoci wyemigrowali w dużej części do Anglii, Prus, Szwajcarii i Niderlandów, czego skutkiem było osłabienie gospodarcze kraju.
W 1787 hugenoci odzyskali prawa cywilne, ale dopiero rewolucja 1789 i kodeks Napoleona przyniosły im pełne równouprawnienie z katolikami.
Potomkowie hugenotów we Francji są skupieni obecnie w Église Reformée de France. Kościół liczy około 300 000 wiernych w całej Francji.
Od 2000 działa w Warszawie Polskie Towarzystwo Hugenockie.

## Nawiązania w kulturze
Noc św Bartłomieja zainspirowała również twórców kultury, do najbardziej znanych nawiązań opartych na tych wydarzeniach należą: opera Giacomo Meyerbeera Hugonoci, powieść Henryka Manna Młodość króla Henryka IV oraz wielokrotnie ekranizowana powieść Aleksandra Dumasa ojca – Królowa Margot. Wśród ekranizacji powieści Dumasa należy wymienić choćby film z 1994 roku pod tym samym tytułem, wyreżyserowany przez Patrice’a Chéreau.